# First We Feast
First We Feast é uma revista on-line de cultura gastronômica e um canal do YouTube . O site coproduz a série do YouTube Hot Ones com a Complex Media, sua empresa controladora.

## Descrição
O First We Feast começou em 2012 como um blog de cultura alimentar editado por Chris Schonberger, que anteriormente trabalhava para a TONY . O blog era ramo da revista Complex .  O site ganhou uma certa popularidade. E assim começou a incorporar entrevistas e guias de culinária em seu site. Em 2014, o site lançou em seu canal no YouTube, uma série de vídeos relacionados a alimentos, principalmente os quadros Hot Ones, The Curry Shop e The Burger Show.